# Darius Bazley
Darius Denayr Bazley (Boston, Massachusetts; 12 de junio de 2000) es un baloncestista estadounidense que pertenece a la plantilla de los Leones de Ponce de la BSN puertorriqueña. Con 2,03 metros de estatura, ocupa la posición de alero.

## Trayectoria deportiva

### High school
Comenzó su etapa de secundaria en el Finneytown High School del Municipio de Springfield (Ohio), pero en su última temporada fue transferido al Princeton High School de Sharonville, Ohio. Tras una buena temporada fue seleccionado para el equipo del oeste del McDonald's All-American Game, partido en el que consiguió 11 puntos y 7 rebotes. También disputó en el mes de abril los prestigiosos Jordan Brand Classic y Nike Hoop Summit.

### Profesional
El 30 de marzo de 2018, Bazley anunció que se saltaría la universidad y que planeaba unirse directamente a la NBA G League desde la escuela secundaria. En abril, contrató a un agente deportivo. El entrenador de Syracuse, Jim Boeheim, con quien se esperaba que Bazley jugara en la universidad antes del movimiento, respondió: "Espero que le vaya muy bien, pero no creo que sea así. Creo que se demostrará que no es la forma de llegar a la NBA". El 27 de agosto de 2018 anunció que descartaba también unirse a la G League, optando por entrenarse en solitario a la espera del draft de la NBA.
Finalmente fue elegido en la vigésimo tercera posición del Draft de la NBA de 2019 por los Utah Jazz, quienes lo traspasaron a Memphis Grizzlies, los cuales hicieron lo propio, enviándolo a los Oklahoma City Thunder.
En su segundo año con los Thunder, como titular, promedió 13,7 puntos y 7,2 asistencias por encuentro.
Durante su cuarto año en Oklahoma, el 9 de febrero de 2023 es traspasado a Phoenix Suns, a cambio de Dario Šarić.
El 14 de julio de 2023 firma como agente libre por un año con Brooklyn Nets, pero es cortado el 19 de octubre antes del inicio de la temporada.
El 8 de diciembre de 2023 se incorporó a los Delaware Blue Coats de la NBA G League.
El 20 de febrero de 2024 firma un contrato de 10 días con Philadelphia 76ers, disputa tres encuentros y el 1 de marzo regresa a Delaware. El 12 de marzo firma con Utah Jazz. Al término de la temporada y tras disputar 6 encuentros con los Jazz, es cortado.
En septiembre de 2024 se marcha a China para firmar por el Guangdong Southern Tigers de la CBA. El 15 de noviembre regresó a los Delaware Blue Coats. Tras ser despedido, regresó al equipo chino.

## Estadísticas de su carrera en la NBA

### Temporada regular
| Año     | Equipo        | PJ  | PT  | MPP  | %TC  | %3P  | %TL  | RPP | APP | ROB | TPP | PPP  |
| ------- | ------------- | --- | --- | ---- | ---- | ---- | ---- | --- | --- | --- | --- | ---- |
| 2019-20 | Oklahoma City | 61  | 9   | 18.5 | .394 | .348 | .694 | 4.0 | .7  | .4  | .7  | 5.6  |
| 2020-21 | Oklahoma City | 55  | 55  | 31.2 | .396 | .290 | .702 | 7.2 | 1.8 | .5  | .5  | 13.7 |
| 2021-22 | Oklahoma City | 69  | 53  | 27.9 | .422 | .297 | .688 | 6.3 | 1.4 | .8  | 1.0 | 10.8 |
| 2022-23 | Oklahoma City | 36  | 1   | 15.4 | .449 | .400 | .554 | 3.4 | .9  | .5  | .8  | 5.4  |
| 2022-23 | Phoenix       | 7   | 0   | 8.7  | .480 | .250 | .400 | 2.3 | .9  | .4  | .7  | 4.0  |
| 2023-24 | Philadelphia  | 3   | 0   | 3.3  | .000 | —    | —    | .3  | .7  | .0  | .0  | .0   |
| 2023-24 | Utah          | 6   | 0   | 23.7 | .621 | .250 | .833 | 4.5 | .8  | 1.0 | 1.2 | 8.0  |
| Total   | Total         | 237 | 118 | 23.4 | .414 | .309 | .677 | 5.2 | 1.2 | .6  | .7  | 8.9  |

### Playoffs
| Año   | Equipo   | PJ | PT | MPP  | %TC  | %3P  | %TL  | RPP | APP | ROB | TPP | PPP |
| ----- | -------- | -- | -- | ---- | ---- | ---- | ---- | --- | --- | --- | --- | --- |
| 2020  | Oklahoma | 7  | 0  | 18.0 | .419 | .500 | .900 | 6.7 | .9  | .0  | .4  | 6.6 |
| Total | Total    | 7  | 0  | 18.0 | .419 | .500 | .900 | 6.7 | .9  | .0  | .4  | 6.6 |